# Dara (dystrykt)
Dara – jedna z 3 jednostek administracyjnych drugiego rzędu (dystrykt) muhafazy Dara w Syrii.
W 2004 roku dystrykt zamieszkiwało 428 681 osób.